# Brita Juhlin-Dannfelt
Brita Juhlin-Dannfelt, 1908–1924 Sillén, född Gentele 28 juni 1889 i Stockholm, död där 1 mars 1968, var en svensk journalist och politiker.
Brita Juhlin-Dannfelt studerade efter mogenhetsexamen i Stockholm 1908 vid Berlins universitet och Stockholms högskola 1909–1915. Hon arbetade som journalist, främst vid Stockholms Dagblad, där hon 1916 införde avdelningen Kvinnan och hemmet, och 1922–1923 var hon redaktör för barnavdelningen i Nya Dagligt Allehanda. Juhlin-Dannfelt var 1919–1922 resetalare bland annat för Allmänna valmansförbundet. 1925 deltog hon i bildandet av Riksförbundet för Sveriges försvar, och 1922–1931 tillhörde hon Stockholms stadsfullmäktige. Hon medverkade vid organiserandet av högerpartiets kvinnoklubbar och var 1930–1941 ordförande i Högerns kvinnoorganisation i Stockholm. Hon tog under andra världskriget initiativet till Stockholms kvinnoberedskap. Juhlin-Dannfelt skrev Lasses ABC-bok (1920), som hon utgav under sitt flicknamn.
Brita Juhlin-Dannfelt var dotter till direktören Herman Richard Gentele. Hon var 1908–1920 gift med Oskar Sillén och från 1924 med Carl Juhlin-Dannfelt